# كارل دين
كارل دين (بالإنجليزية: Karl Dean)‏ هو سياسي أمريكي، ولد في 20 سبتمبر 1955 في سو فولز في الولايات المتحدة. حزبياً، نشط في الحزب الديمقراطي.